# Halvbandvagn

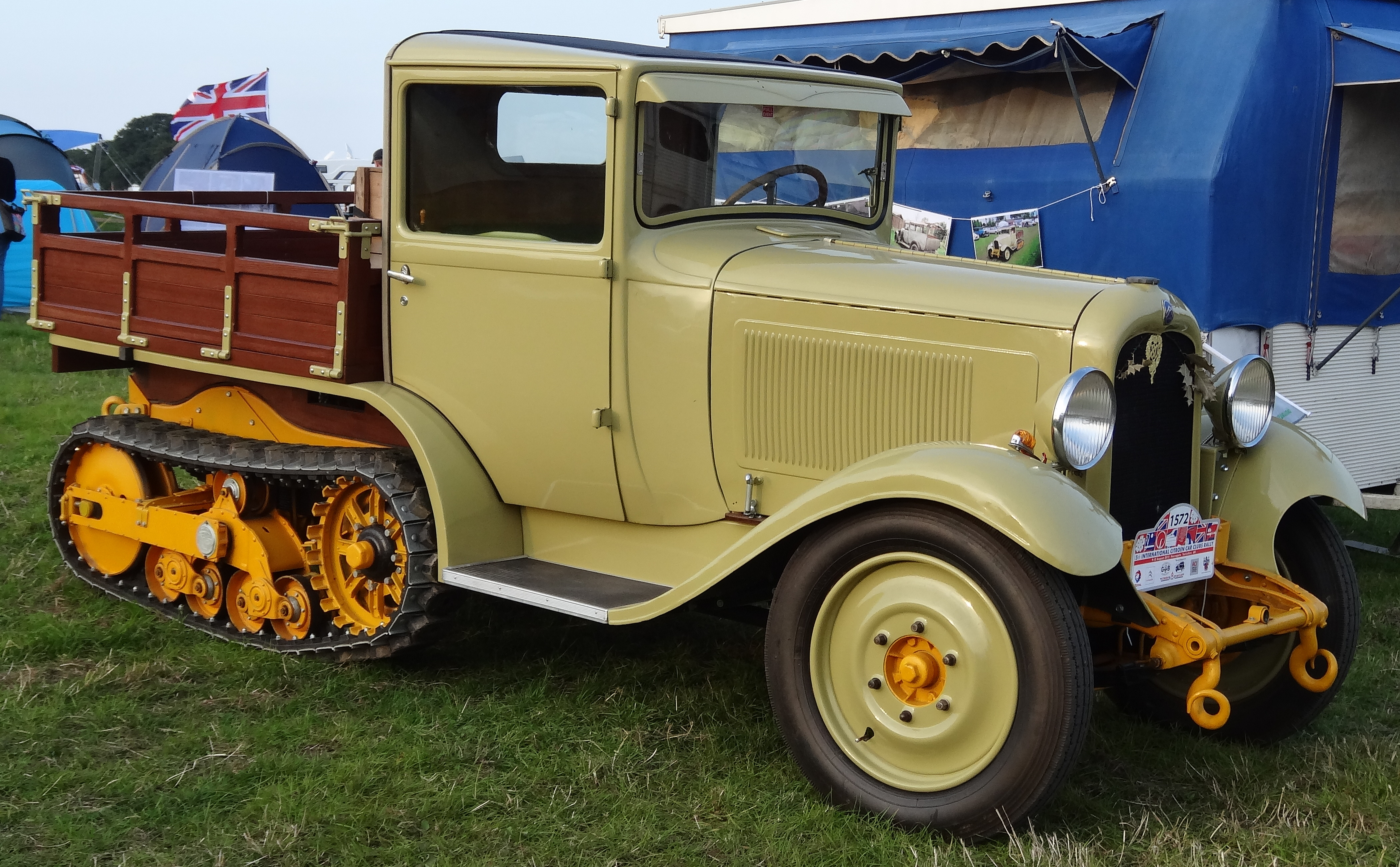
Citroën-Kégresse P17 halvbandvagn.

Halvbandvagn är en typ av markfordon som kombinerar hjulstyrning med banddrift för framfart. De är utrustade med larvband på halva underredet, så kallade halvband, för att få minskat markavtryck i jämförelse med traditionella hjulfordon och därmed bättre terrängframkomlighet, men använder konventionella bilhjul med hjulstyrning på andra halvan av underredet för att få samma eller liknande köregenskaper som vanliga hjulfordon. Konventionella bandfordon brukar i jämförelse använda larvband för hela underredet (s.k. helband) och styrs traditionellt genom att bromsa ena bandet för krängning. Sådan styrning saktar ner fordonet avsevärt vid svängning, har större påverkan på vägunderlaget och kräver annan körutbildning än vanliga hjulfordon. Genom att använde hjulstyrning slipper halvbandvagnar delvis dessa problem och fungerar därför som ett praktiskt mellanting av hjulfordon och bandfordon.
De första halvbandvagnarna var några fordon ombyggda i Ryssland 1911 av Adolphe Kégresse på bland annat Russo-Balt i Riga. I Sverige användes från 1920-talet bussar med halvband inom Postverkets diligenstrafik i Norrland. 
Först under andra världskriget blev de vanliga, och då som militärfordon. Tysklands armé behövde transportmedel, som kunde frakta fotsoldater och kanoner vid sidan av stridsvagnarna, och de bidrog till framgången i det tyska blixtkriget under andra världskrigets första år. Mest typiskt var de pansarskyttefordon eller splitterskyddat trupptransportfordon, vilka kunde forsla infanteri tillsammans med pansartrupper i oländig terräng. Exempel på sådana halvbandvagnar är den tyska Schützenpanzerwagen Sd.Kfz. 251 och den amerikanska M3 Half-track. Militära halvbandvagnar från denna tid ledde till utveckling av pansarbandvagnen, som sedan 1960-talet använts till i stort sett samma sorts uppgifter.

## Halvbandvagnar i urval
- Carrier, Personnel, Half-track, M3, amerikanska splitterskyddade trupptransportfordon
- Citroën-Kégresse, franska civila och militära halvbandvagnar
- Sd.Kfz. 6, tysk artilleritraktor och trupptransportfordon med mera
- Sd.Kfz. 250, tyskt pansarskyttefordon
- Sd.Kfz. 251, tyskt pansarskyttefordon

## Galleri

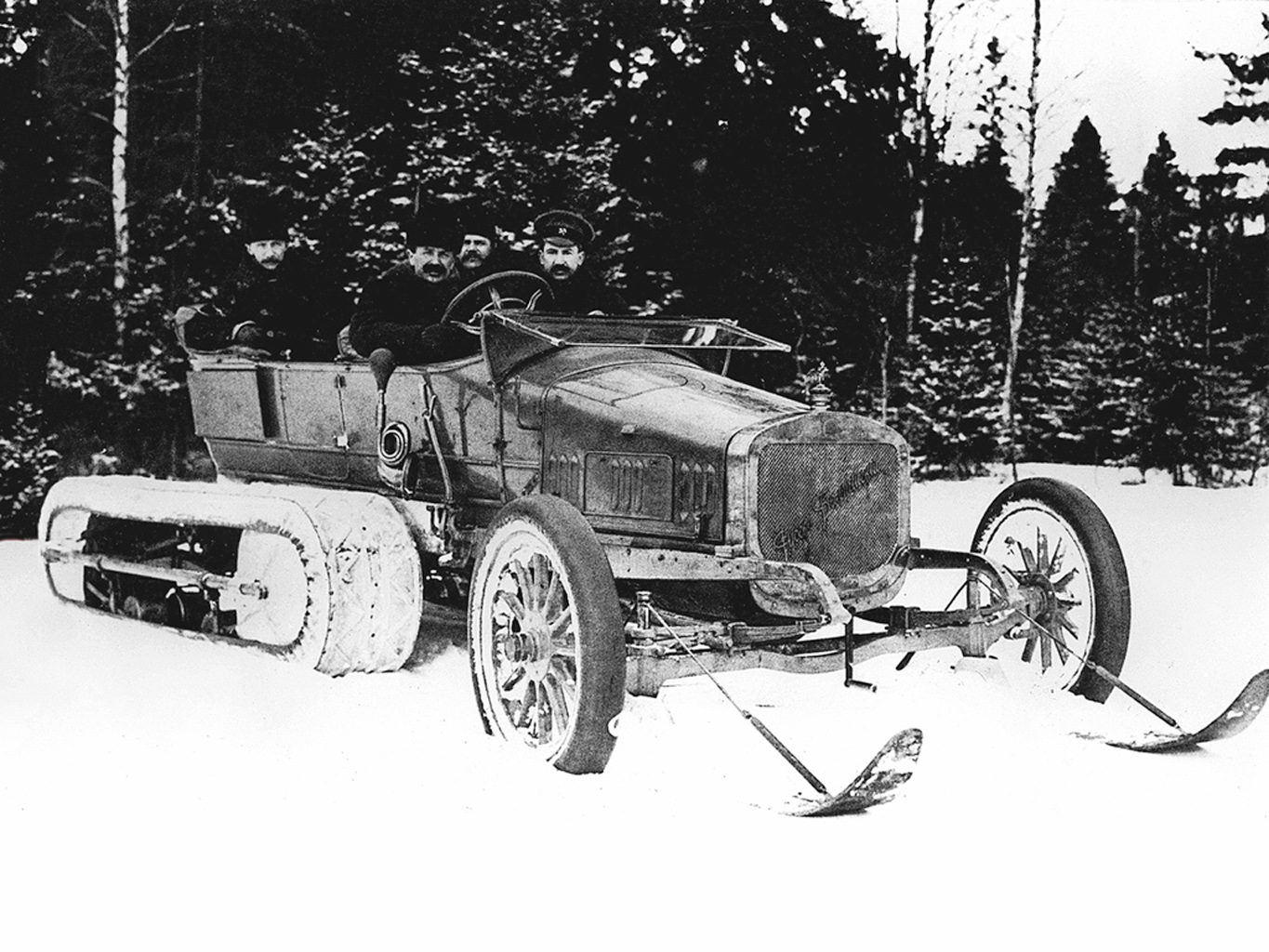
Russo-Balt C24-30 från tsar Nikolaj II:s garage med Adolphe Kégresses halvbandskonstruktion, omkring 1911.
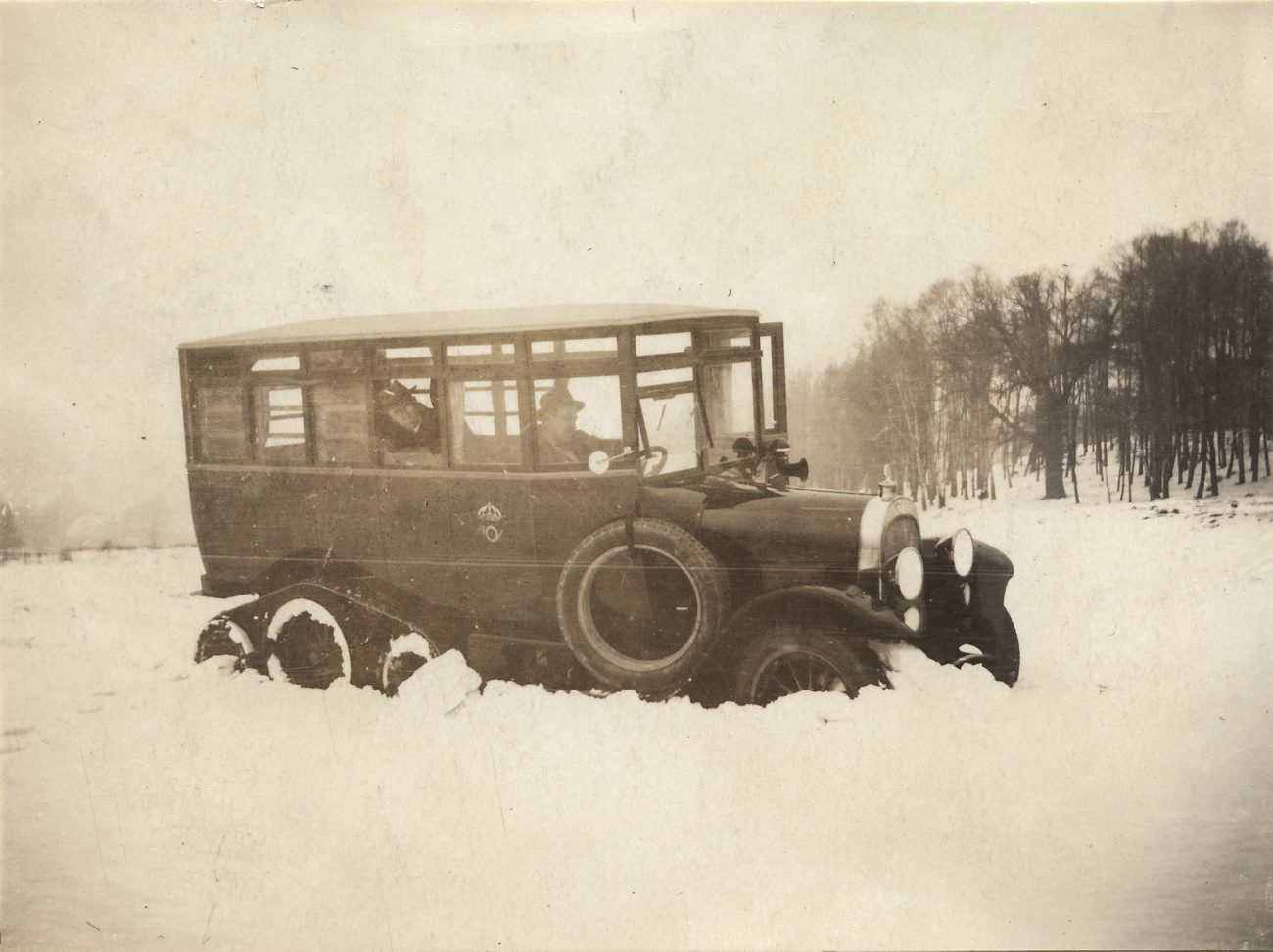
Testkörning av svensk postbuss, 1924.
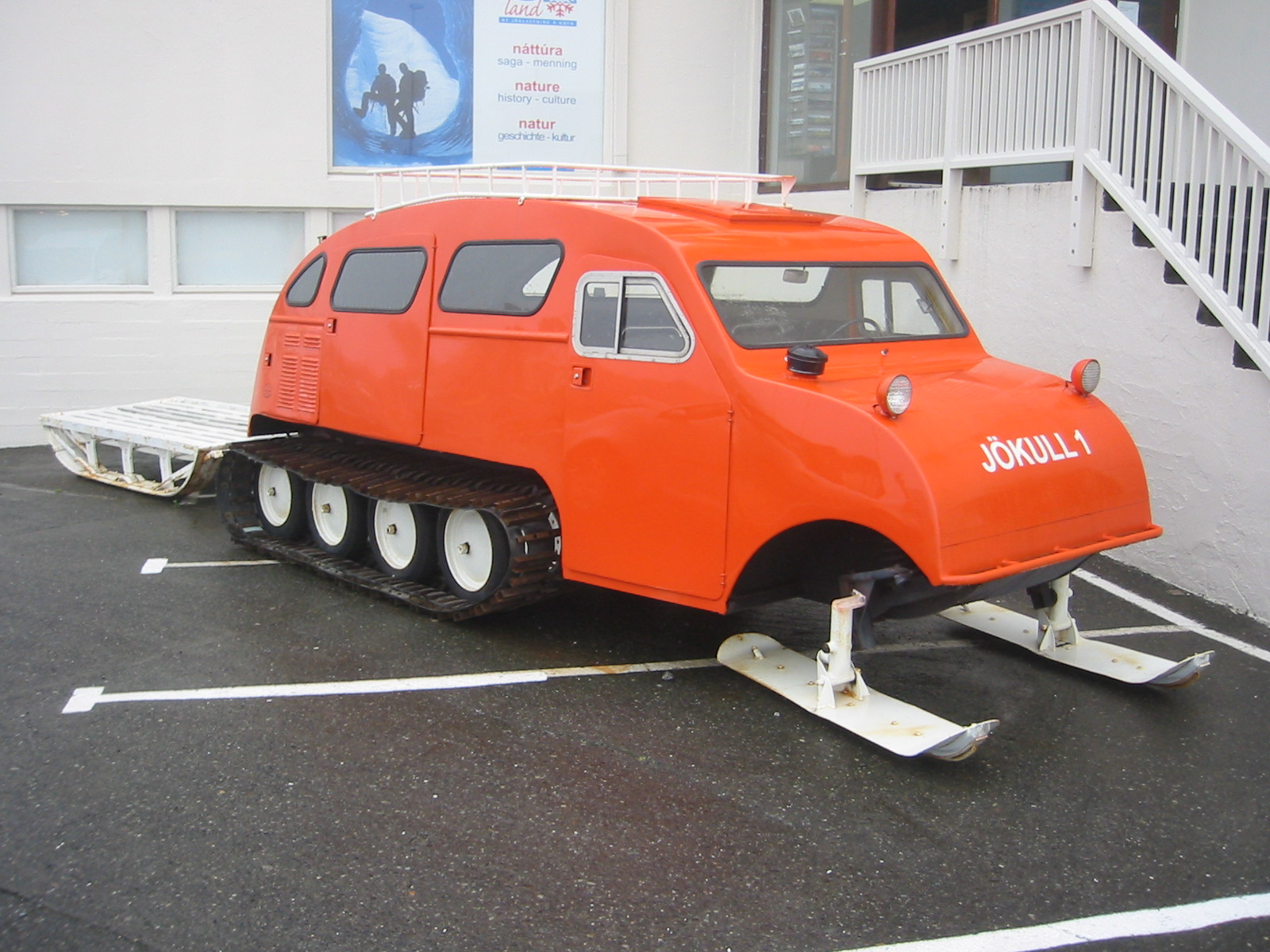
En snövessla i Höfn i Island.
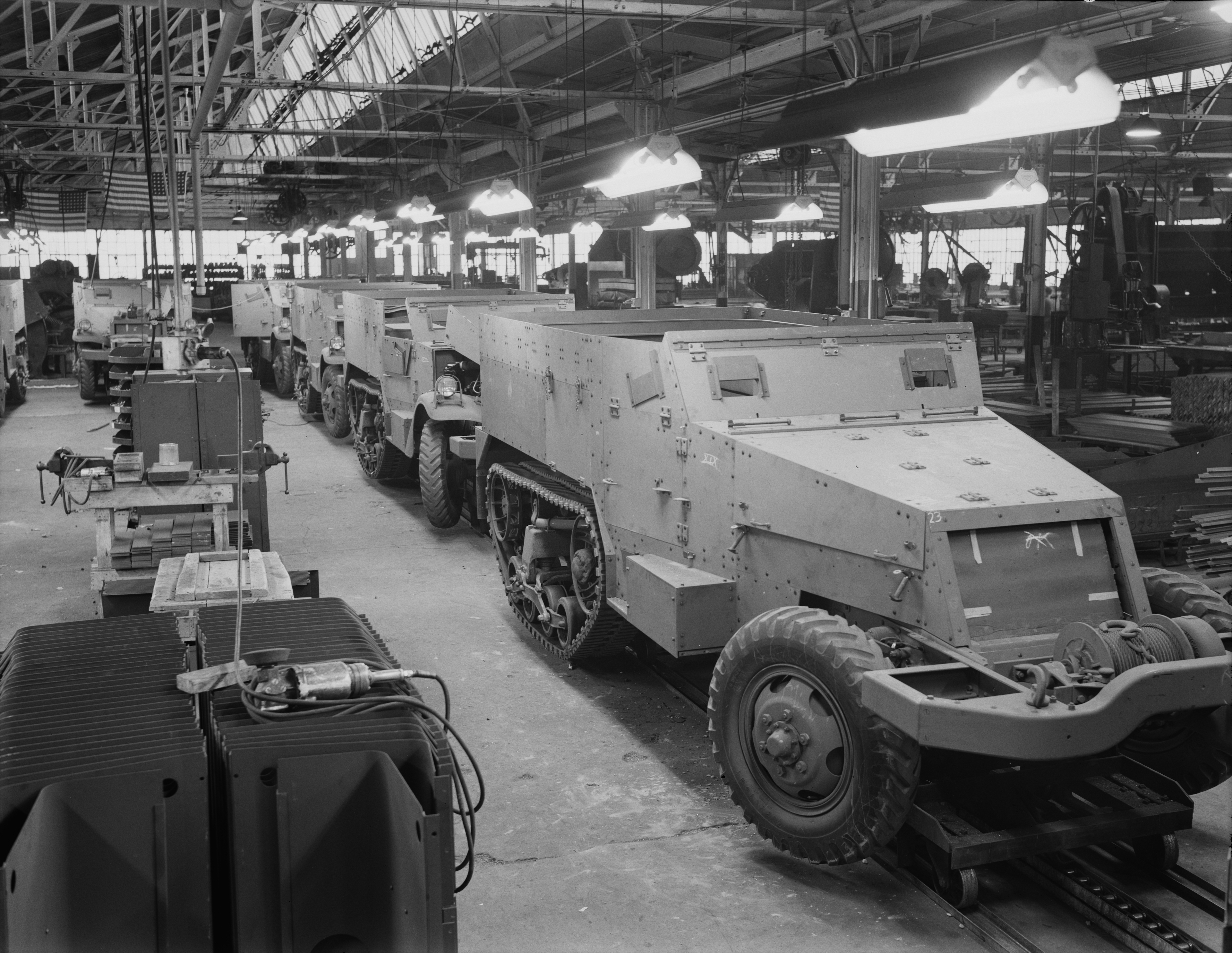
Tillverkning av M3 Half-track spaningsfordon i en konverterad kassaskåpsfabrik i Ohio i USA under andra världskriget.
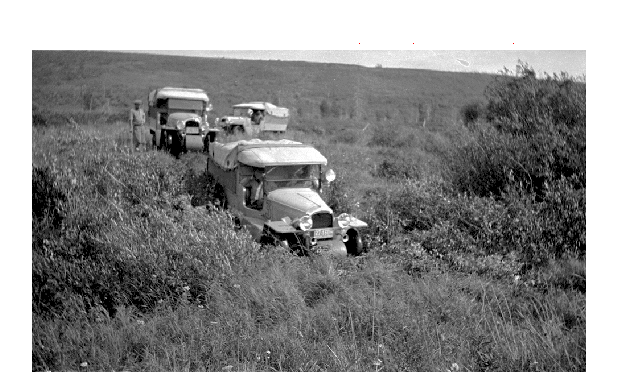
Citroën-Kégresse halvbandvagnar i området vid Peace River i Kanada under Bedaux-expeditionen, augusti 1934.